# Eurylomata
Eurylomata is een geslacht van wantsen uit de familie van de Miridae (Blindwantsen). Het geslacht werd voor het eerst wetenschappelijk beschreven door Odo Reuter in 1909.

## Soorten
Het genus bevat de volgende soorten:

- Eurylomata picturata (Blanchard, 1852)
- Eurylomata speciosa (V. Signoret, 1864)
- Eurylomata sulina (Carvalho, 1988)